# فرودگاه آبی دورست/کاواگاما لیک
فرودگاه آبی دورست/کاواگاما لیک (به انگلیسی: Dorset/Kawagama Lake (Old Mill Marina) Water Aerodrome) یک فرودگاه همگانی است که یک باند فرود آب دارد. این فرودگاه در کشور کانادا قرار دارد و در ارتفاع ۳۵۵ متری از سطح دریا واقع شده‌است.